# 9024 Gunnargraps
9024 Gunnargraps eller 1988 RF9 är en asteroid i huvudbältet som upptäcktes den 5 september 1988 av den belgiske astronomen Henri Debehogne vid La Silla-observatoriet. Den är uppkallad efter musikern Gunnar Graps.
Asteroiden har en diameter på ungefär 3 kilometer.